# RV Wecoma
Az RV Wecoma a National Science Foundation tulajdonában álló, az Oregoni Állami Egyetem Óceán- és Légkörtani Főiskolája által üzemben tartott kutatóhajó, amely az Egyetemi-Országos Óceántani Laboratóriumi Hálózat flottájába tartozik. Honi kikötője az Amerikai Egyesült Államok Oregon államának Newport városában található Hatfield Tengertudományi Központ. Az 1288 tonna vízkiszorítású járművet 1975-ben bocsátották vízre és 2012-ben selejtezték.
Hossza 56,4 méter, laboratóriumi alapterülete 109,1 négyzetméter. Legénysége 12 civilből és 18 kutatóból áll, és állandó felszerelése mellett a navigációs adatok, vízhőmérséklet, vízmélység és más jellemzők vizsgálatát lehetővé tevő felszereléssel bővíthető. A víz alatti vizsgálatokat 3000–6000 méter mélyen végzik. A hajón radioaktív izotópokkal és robbanóanyagokkal is dolgozhatnak.
2011 novemberében bejelentették nyugdíjazását, utódja az RV Oceanus.

## Fordítás
- Ez a szócikk részben vagy egészben  a   RV Wecoma című angol Wikipédia-szócikk ezen változatának fordításán alapul.  Az eredeti cikk szerkesztőit annak laptörténete sorolja fel. Ez a jelzés csupán a megfogalmazás eredetét és a szerzői jogokat jelzi, nem szolgál a cikkben szereplő információk forrásmegjelöléseként.